# Puchkirchen am Trattberg
Puchkirchen am Trattberg è un comune austriaco di 1 045 abitanti nel distretto di Vöcklabruck, in Alta Austria.